# Bronisław Chybowski
Bronisław Klemens Chybowski, ps. „Mazur”, „Jan”, „Zdanowicz” (ur. 4 listopada 1890 w Nadarzynie, zm. 24 listopada 1968 w Warszawie) – komandor podporucznik służby stałej Marynarki Wojennej, działacz konspiracyjny, żołnierz Armii Krajowej, członek Wydziału Marynarki Wojennej „Alfa” Komendy Głównej Armii Krajowej.

## Działalność patriotyczna i zawodowa
Od 1907 roku działał w ruchu niepodległościowym. Należał do Narodowego Związku Robotniczego (NZR). 31 października 1909 roku został aresztowany w związku ze starciem zbrojnym z żandarmerią, w którym zginęli członkowie NZR (m.in. Roliński „Sokół”), mającym miejsce na Dworcu Wschodnim w Warszawie i w jego pobliżu w kierunku ulicy Targowej. Władze rosyjskie oskarżały go o przynależność do grupy bojowej „Niezwyczajna”. Został osadzony w więzieniu przy ulicy Spokojnej w Warszawie. Rozporządzeniem generała-gubernatora warszawskiego z dnia 31 marca 1910 roku otrzymał zakaz przebywania na terytorium Warszawy oraz guberni warszawskiej, guberni lubelskiej, guberni piotrkowskiej i guberni siedleckiej na czas trwania na tym terytorium stanu wojennego. W maju 1910 roku został deportowany do Kalisza, gdzie pozostawał pod ścisłym nadzorem policji. Na początku 1911 roku przedostał się do Krakowa, gdzie kontynuował współpracę z członkami NZR. Wówczas też wstąpił do Towarzystwa „Strzelec”.
W chwili wybuchu I wojny światowej przebywał w Warszawie, gdzie 5 sierpnia 1915 roku wstąpił do Batalionu Warszawskiego Polskiej Organizacji Wojskowej. Następnie służył w VI Batalionie I Brygady Legionów Polskich i III Batalionie 5 Pułku Piechoty Legionów Polskich. Odszedł z frontu wołyńskiego, „superarbitrowany”, i został zwolniony w 1916 roku.
Od 1920 roku służył w Wojsku Polskim (w stopniu porucznika od 20 lutego 1920). W latach 1921–1922 pracował w Intendenturze Morskiej. Od stycznia 1923 roku pełnił funkcję referenta w Kierownictwie Marynarki Wojennej w Służbie Gospodarczej.
W czasie kampanii 1939 roku, 5 września został ewakuowany z Kierownictwem Marynarki Wojennej do Pińska, następnie na Wołyń do Deraźna. Od 1 grudnia 1939 roku działał w konspiracji. 15 października 1941 roku został przeniesiony do konspiracyjnej organizacji Marynarki Wojennej o kryptonimie „Alfa”, początkowo wchodzącej w skład Związku Walki Zbrojnej. Działalność tej organizacji dotyczyła dwóch obszarów: bieżącego i perspektywicznego. Pierwszy z nich to przygotowywanie powstania powszechnego, drugi zaś to realizacja koncepcji odbudowy floty i gospodarki morskiej po wojnie. Bronisław Chybowski udokumentował te działania w swoich wspomnieniach. Służył jako członek Komendy Głównej Armii Krajowej, Oddziału III (Operacyjno-Szkoleniowego), Wydział Marynarki Wojennej „Alfa” („Ostryga”). Od 15 października 1941 roku do 9 lipca 1942 roku pełnił w organizacji funkcję Komendanta Rezerw, a 11 listopada 1943 roku został awansowany do stopnia komandora podporucznika. Brał udział w powstaniu warszawskim jako Komendant Rezerw oddziałów Marynarki Wojennej AK, które zdobyły Port Czerniakowski na lewym brzegu Wisły.
Po zakończeniu działań wojennych usiłowano zorganizować środowisko Wydziału Marynarki Wojennej w ówczesnym Związku Uczestników Walki Zbrojnej o Niepodległość i Demokrację przy współpracy Bronisława Chybowskiego. Jednak bezskutecznie. Bronisław Chybowski po II wojnie światowej do Marynarki Wojennej już nie powrócił.  
Po II wojnie światowej związał się z ruchem spółdzielczym. Był współzałożycielem Spółdzielczej Wytwórni Szkieł Specjalnych „Pyroflex” w Warszawie, a potem został jednym z jej prezesów. 1 lutego 1953 roku objął stanowisko kierownika technicznego. W spółdzielni tej pracował aż do przejścia na emeryturę 1 stycznia 1968 roku. Zmarł 24 listopada 1968 roku w Warszawie w wieku 78 lat. Został pochowany na cmentarzu Powązkowskim w Warszawie (kwatera 222, rząd III, grób 11).

## Wykształcenie
17 listopada 1908 roku ukończył eksternistycznie Gimnazjum Mariana Rychłowskiego w Warszawie. Po 1911 roku studiował nauki prawne i społeczne w Krakowie, a w 1918 roku ukończył Szkołę Nauk Społecznych i Handlowych w Warszawie. Specjalizował się w zagadnieniach gospodarczych.

## Odznaczenia
Za swoją działalność kmdr ppor. Bronisław Chybowski został uhonorowany Krzyżem Walecznych i Złotym Krzyżem Zasługi z Mieczami (L.dz. 458 BP z 27.9.1944 r.), Srebrnym Krzyżem Zasługi, Medalem Niepodległości (1938), Medalem Pamiątkowym za Wojnę 1918–1921, Medalem Dziesięciolecia Odzyskanej Niepodległości, Brązowym Medalem za Długoletnią Służbę.

## Życie prywatne
Był synem Władysława Chybowskiego i Małgorzaty z domu Stempczyńskiej. Jego ojciec był dwukrotnie żonaty, z Teklą z domu Stempczyńską i jako wdowiec z jej siostrą Małgorzatą. Bronisław Chybowski miał czterech braci: Władysława Czesława (1886–1959), Edwarda Włastibora (1888–1949), Łukasza Bohdana (1893–1980) oraz przyrodniego – Mariana Wincentego (1884–1884). 20 marca 1919 zawarł związek małżeński z Teresą Stanisławą Frankowską.